# Partij van Bulgaarse Sociaaldemocraten
De Partij van Bulgaarse Sociaaldemocraten (Bulgaars: Български социалдемократи, Partija Balgarski Socialdemokrati), is een Bulgaarse politieke partij.

## Geschiedenis
In 1891 werd door Dimitur Blagoev, Janko Sakoezov en anderen de Bulgaarse Sociaaldemocratische Partij (BSDP) opgericht. De BSDP richtte zich vooral op de arbeiders. Naast dat veel mensen uit arbeiderskringen lid werden van de partij, sloten ook een aantal intellectuelen bij de BSDP aan. In 1893 scheidde de groep rond Sakoezov zich van de BSDP aan omdat zij tegen samenwerking met de burgerlijk partijen waren. De groep rond Blagoev was bereid samen te werken met progressieve burgerlijke partijen. In 1894 werd de eenheid echter weer hersteld, maar in 1903 vond er een definitieve splitsing plaats: De groep rond Sakoezov richtte de Bulgaarse Sociaaldemocratische Arbeiderspartij - Nauwe Socialisten op. Deze "Nauwe Socialisten" waren dogmatisch marxistisch en volgden de lijn van de Bolsjewisten van Lenin in Rusland. Het restant van de BSDP kreeg de naam Bulgaarse Sociaaldemocratische Arbeiderspartij - Brede Socialisten en werd geleid door Blagoev en voerde een meer reformistische koers. In de jaren na de splitsing stapten een aantal "Nauwe Socialisten" over naar de "Brede Socialisten" uit onvrede over de dogmatische koers. In 1908 fuseerde de "Brede Socialisten" met andere progressieve partijen. De partij nam daarop de naam Bulgaarse Sociaaldemocratische Arbeiderspartij - Verenigd aan.
De BRSDP trad in 1909 toe tot een regering, waaraan ook conservatieve partij deel aan namen. In 1919 werd de Bulgaarse Sociaaldemocratische Arbeiderspartij - Nauwe Socialisten de Bulgaarse Communistische Partij. Na de Eerste Wereldoorlog voerde de BRSDP een onverbloemde anticommunistische koers. De partij voerde ook krachtige oppositie tegen de regering van de Bulgaarse Agrarische Nationale Unie (BZNS) en nam deel aan de staatsgreep van 9 juni 1923 waarbij BZNS-premier Alexander Stamboeliski werd vermoord. De BRSDP trad vervolgens toe tot de regering van de Democratische Alliantie. Om nog niet opgehelderde redenen stapten de BRSDP-ministers in 1924 echter uit de regering.
Na de Eerste Wereldoorlog maakte de BRSDP (o) deel uit van verschillende coalitieregeringen met veelal conservatieve burgerlijke partijen en was gekant tegen de regering van de Bulgaarse Agrarische Nationale Unie (BZNS) van premier Aleksandar Stambolijksi. De partij had ook een uitgesproken afkeer van de BKP. Dimo Kazasov was betrokken bij de staatsgreep van 9 juni 1923 die een (gewelddadig) einde maakte aan de regering van premier Stambolijski. Kazasov werd als minister van Transport opgenomen in de nieuwe regering en stelde het openbaar vervoer ter beschikking van het leger bij de onderdrukking van de septemberopstand van 1923. In 1924 trad de BRSDP (o) uit de regering en in 1931 werd de partijnaam gewijzigd in Bulgaarse Sociaaldemocratische Arbeiderspartij (BRSDP), dus zonder de achtervoeging "Verenigd". 
Na de staatsgreep van 19 mei 1934 werden alle politieke partijen, en dus ook de BRSDP, verboden. Individuele leden van de BRSDP ontplooiden echter illegale activiteiten tegen het regime van de kolonels (1934-1935) en tegen het regime van koning Boris III (1935-1943). In 1942 trad de BRSDP onder Grigor Tsjesmedjiev toe tot het Vaderlands Front, de overkoepelde verzetsorganisatie dat tegen de pro-Duitse regering in Sofia streed. Na de staatsgreep van 9 september 1944 kwam het door de communistische Vaderlands Front (OF) aan de macht en werd de BRSDP een legale partij.

### Fusie met de communisten
Ofschoon de BRSDP een legale partij was geworden, oefende de Bulgaarse Werkerspartij - Communisten (BRP (k)) druk uit op de BRSDP om een fusie aan te gaan. Aanvankelijk waren er maar weinig aanhangers voor een fusie, maar in augustus 1945 werd tijdens een partijcongres besloten om nauw samen te werken met de BKP. Tegenstanders van een nauwe samenwerking waren bang dat een eerste stap naar een fusie was en verlieten de partij. Zij richtten de Bulgaarse Sociaaldemocratische Arbeiderspartij - Verenigd opnieuw op en voerden een anticommunistische koers en gingen nauw samenwerken met de Bulgaarse Agrarische Nationale Unie - Nikola Petkov en andere democratische partijen. Kosta Loeltsjev en Tsjesmedjiev werden de leiders van de nieuwe Bulgaarse Sociaaldemocratische Arbeiderspartij - Verenigd (Loeltsjev werd de voorzitter). De procommunistische Dimitur Neikov werd voorzitter van de BRSDP.
Op 11 augustus 1948 fuseerde de BRSDP met de BKP. Hierop volgde een zuivering en werden een aantal sociaaldemocraten opgesloten omdat zij zich tot het einde tegen de fusie hadden verzet. De Bulgaarse Sociaaldemocratische Partij - Verenigd werd verboden.

## Heden
In november 1989, twee weken na de val van communistenleider en staatshoofd Todor Zjivkov, werd de Bulgaarse Sociaaldemocratische Partij (BSDP) opgericht door Atanas Moskov, die tot partijvoorzitter werd gekozen. Op 26 november 1989 traden Petur Dertlijev, Ivan Pusjkarov en Petur Kornazjev toe tot de BSDP. Op 7 december 1989 trad de BSDP toe tot de Verenigde Democratische Krachten (SDS) en op 2 februari 1990 werd Dertlijev tot voorzitter van de BSDP gekozen. De oude Mostov werd tot erevoorzitter gekozen.
Binnen de SDS was de BSDP al gauw een buitenbeentje omdat het veelal de neiging had om met de Bulgaarse Socialistische Partij mee te stemmen, vooral op sociaal vlak. Op 10 april 1991 richtte de BSDP en de BZNS - Nikola Petkov de Verenigde Democratische Krachten - Centrum op. Later dat jaar viel de BSDP uiteen en trad een deel van de BSDP onder Ivan Kurtev zich als Sociaaldemocratische Partij zich weer bij de SDS aan. De BSDP onder Dertlijev aanvankelijke binnen de Verenigde Democratische Krachten - Centrum, maar wisselde daarna een aantal maal van politieke alliantie. Uiteindelijk werd de BSDP lid van de door de socialistische Coalitie voor Bulgarije.
In 2002 wijzigde de partij haar naam in Partij van Bulgaarse Sociaaldemocraten (Partija Balgarski Socialdemokrati).
Bij de parlementsverkiezingen van 17 juni 2001 behaalde de Coalitie voor Bulgarije 17,1% van de stemmen, goed voor 48 van de 450 zetels tellende Narodno Sobranie (Nationale Vergadering). Bij de parlementsverkiezingen van 25 juni 2005 behaalde de Coalitie voor Bulgarije 34,2% van de stemmen, goed voor 82 zetels.

## Aansluiting bij internationale organisaties
De BRSDP was van 1923 tot 1940 aangesloten bij de Arbeiders- en Socialistische Internationale; de PBSD is sinds 1991 aangesloten bij de Socialistische Internationale.

## Verkiezingsuitslagen 1908-1946
| Jaar                 | %        | Zetels   | +/-      |
| -------------------- | -------- | -------- | -------- |
| 1908                 | 1,3%     | 0 / 203  | NIEUW    |
| Juni 1911            | 1,1%     | 5 / 208  | 5        |
| Sep. 1911            | 2,5      | 0 / 212  | 5        |
| 1913                 | 10,3%    | 19 / 204 | 19       |
| 1914                 | 5,9%     | 8 / 245  | 11       |
| 1919                 | 13,1%    | 38 / 237 | 30       |
| 1920                 | 1,6%     | 9 / 232  | 29       |
| april 1923           | 2,6%     | 0 / 245  | 9        |
| nov. 1923            | 6,9%     | 19 / 247 | 19       |
| 1927                 | —        | 10 / 261 | 9        |
| 1931                 | —        | 5 / 273  | 5        |
| 1938                 | Verboden | Verboden | Verboden |
| 1939                 | 1,3%     | 3 / 160  | 2        |
| 1945                 | —        | 45 / 276 | 42       |
| 1946                 | 1,9%     | 9 / 465  | 33       |
| Bron: Nohlen, et al. |          |          |          |

## Ideologie
De BSDP is waarschijnlijk centristischer gericht dan de gemiddelde sociaaldemocratische partij. Opvallend mag het worden genoemd dat de BSDP eind jaren 90 voorstander was van een herstel van de monarchie.

## Voorzitters
- Atanas Moskov — 1989 - 1990
- Petur Dertlijev — 1990 - 2002
- Georgi Atanasov — 2002 - heden

## Verwijzingen
1. 1 2 3 4 5 6 7 8 9 10 11 12 13  R. Detrez: Historical Dictionary of Bulgaria, The Scarecrow Press, Inc., Lanham, Maryland/ Toronto/ Oxford, V.K. 20062, pp. 91vv.
2. 1 2  V. Dimitrov: Stalin's Cold War: Soviet Foreign Policy, Democracy and Communism in Bulgaria, 1941- 48, Palgrave Macmillan, Londen 2008
3. ↑  De communistische partij heette van 1927 tot 1944 BRP en daarna tot 1948 BRK (Communisten); in 1948 werd de naam BKP in ere hersteld.
4. ↑  Onder hen was Petur Dertlijev, die in 1989 de sociaaldemocratische partij heroprichtte.
5. ↑  Loeltjev werd tot 15 jaar gevangenisstraf veroordeeld. Hij was een oude man en dit betekende in feite dat hij levenslang kreeg.
6. ↑  Partijloze verkiezingen
7. ↑  D. Nohlen, Ph. Stöver: Elections in Europe: A data handbook, 2010